# Melanotis
Melanotis é um género de ave da família Mimidae.

## Espécies
Este género contém as seguintes espécies:
- Melanotis caerulescens (Swainson, 1827)
- Melanotis hypoleucus Hartlaub, 1852

## Etimologia
A palavra Melanotis deriva da raiz grega melano-/μελανο- "negro" and ot-/ὠτ- "ouvido".